# Himlen over Havana
Himlen over Havana er en fransk film fra 2014 instrueret af Laurent Cantet. 

## Handling
Efter seksten års eksil i Spanien vender Amadeo tilbage til Havana og finder sine fire gamle venner, Tania, Rafa, Aldo og Eddy. Et gensyn fuld af nostalgi og ungdomsminder, der snart bliver fulgt af spørgsmål, bebrejdelser og bitterhed. Hvorfor rejste Amadeo? Hvorfor kom han aldrig tilbage? Hvorfor er hver af dem blevet det, de er i dag? Og bag kulisserne, præget af både ømhed og vrede, bliver hemmelighederne i alle diktaturer - og især Cuba's - langsomt afsløret og den måde, hvorpå individer formes. 

## Medvirkende
- Néstor Jiménez: Amadeo
- Isabel Santos: Tania
- Fernando Hechevarria: Rafa
- Pedro Julio Díaz Ferran: Aldo
- Jorge Perugorría: Eddy
- Carmen Solar: Aldos mor
- Rone Luis Reinoso: Yoenis, Aldos søn
- Andrea Doimeadios: Leinada, Yoenis kæreste

## Udmærkelser
• 2014 Prix de la Journée des Auteurs

### Visninger
- 2014 Filmfestivalen i Venedig
- 2014 San Sebastian International Film Festival
- 2014 Toronto International Film Festival